# Danske monarkers valgsprog
Danske monarkers valgsprog er en mindst 500 år gammel tradition. De danske kongers tradition med valgsprog var en måde for monarken at udtrykke en eller flere værdier som vedkommende ønskede skulle præge landet. I tidligere tider optrådte kongens valgsprog ofte på mønterne, ofte skrevet på latin.
| Monark        | Regeringstid | Valgsprog                                      | Latinsk eller anden version                                      |
| ------------- | ------------ | ---------------------------------------------- | ---------------------------------------------------------------- |
| Christian 1.  | 1448-1481    | Dyden viser vejen                              | VIRTUTI MONSTRANTE VIAM                                          |
| Hans          | 1481-1513    | For lov og folk                                | PRO LEGE ET GREGE                                                |
| Christian 2.  | 1513-1523    | Så var det beskikket                           | SIC ERAT IN FATIS                                                |
| Frederik 1.   | 1523-1533    | Intet uden Gud                                 | NIHIL SINE NUMINE                                                |
| Christian 3.  | 1536-1559    | Ske Herrens vilje                              | SPES MEA SOLUS DEUS Zu Gott mein Trost allein (tysk)             |
| Frederik 2.   | 1559-1588    | Mit håb er Gud alene                           | DEUS REFUGIUM ET FIDUCIA MEA Mein Hoffnung zu Gott allein (tysk) |
| Christian 4.  | 1588-1648    | Fromhed styrker rigerne                        | REGNA FIRMAT PIETAS                                              |
| Frederik 3.   | 1648-1670    | Herren være mit forsyn                         | DOMINUS PROVIDEBIT                                               |
| Christian 5.  | 1670-1699    | Med fromhed og retfærdighed                    | PIETATE ET IUSTITIA                                              |
| Frederik 4.   | 1699-1730    | Herren være min hjælper                        | DOMINUS MIHI ADIUTOR                                             |
| Christian 6.  | 1730-1746    | For Gud og folket                              | DEO ET POPULO                                                    |
| Frederik 5.   | 1746-1766    | Med klogskab og standhaftighed                 | PRUDENTIA ET CONSTANTIA                                          |
| Christian 7.  | 1766-1808    | Fædrelandets kærlighed er min berømmelse       | GLORIA EX AMORE PATRIAE                                          |
| Frederik 6.   | 1808-1839    | Gud og den retfærdige Sag                      | DEO ET JUSTAE CAUSAE                                             |
| Christian 8.  | 1839-1848    | Gud og Fædrelandet                             | -                                                                |
| Frederik 7.   | 1848-1863    | Folkets Kærlighed, min Styrke                  | -                                                                |
| Christian 9.  | 1863-1906    | Med Gud for Ære og Ret                         | -                                                                |
| Frederik 8.   | 1906-1912    | Herren er min Hjælper                          | -                                                                |
| Christian 10. | 1912-1947    | Min Gud, mit Land, min Ære                     | -                                                                |
| Frederik 9.   | 1947-1972    | Med Gud for Danmark                            | -                                                                |
| Margrethe 2.  | 1972-2024    | Guds hjælp, folkets kærlighed, Danmarks styrke | -                                                                |
| Frederik 10.  | 2024-        | Forbundne, forpligtet, for kongeriget Danmark  | -                                                                |